# Athenaeus van Naucratis

Deipnosophistae, 1535

Athenaeus van Naucratis (Grieks: Ἀθήναιος ὁ Ναυκρατίτης, Latijn: Athenaeus Deipnosophista) was een Griekse taalgeleerde en sofist uit Naucratis in Egypte, die leefde rond 200 na Chr.
Hij leefde eerst te Alexandrië, vervolgens te Rome.
Het enige werk dat van hem bewaard is gebleven, is 'Geleerden aan tafel' (Grieks: Δειπνοσοφισταί, Latijn: Deipnosophistae), in 15 boeken, waarvan de beide eerste en het begin van het derde slechts in een uittreksel van een Byzantijnse taalgeleerde uit de 5e of 11e eeuw, het vijftiende onvolkomen, doch al de overige vrij volledig zijn bewaard. Het is een encyclopedisch werk over allerhande oudheden in dialoogvorm. Hij behandelt daarin in de vorm van gesprekken onderwerpen van het maatschappelijk en huislijk leven en geeft daarmee kostbare bijdragen aangaande de geschiedenis van de wetenschappen en kunsten, zeden en bedrijven, waardoor tevens een menigte belangrijke fragmenten uit verloren werken van Griekse schrijvers (van wie er 1500 worden aangehaald) voor ons is bewaard gebleven.